# Genderisme
Genderisme is een vorm van discriminatie op grond van iemands genderuitdrukking (d.i. de vrouwelijkheid, mannelijkheid of tweeslachtigheid van iemands uiterlijk of gedragingen) of genderidentiteit. De meeste slachtoffers van genderisme zijn mensen die in hun gedrag afwijken van de heersende normen voor hun biologische geslacht.
Genderisme is een ruimere term dan "transfobie". Het is er vaak aan verwant, maar niet altijd. De term is eveneens verwant aan "seksisme".
Vrijwel alle transgenders hebben vanaf hun prille jeugd te maken met gendergerelateerde pesterijen, stelt de Amerikaanse genderpsychologe Gianna Israel.

## Voorbeelden van genderisme
Enkele voorbeelden: 
- weigeren om een mannelijke opvoeder zorgtaken te laten uitvoeren;
- hardnekkig weigeren een transvrouw "zij" te noemen, ook al heeft zij daar al meermaals om verzocht;
- een biologische vrouw uitschelden omdat zij nogal mannelijk overkomt;
- een vrouw geen hogere post geven omdat zij zich hyperfeminien kleedt en opmaakt;
- een biologische man ontslaan omdat hij op het werk een rok draagt;
- iemand mishandelen omdat hij of zij een travestiet is;
- iemand vermoorden omdat hij of zij een transgender is.